# کاروی ماک
کاروی ماک (مجاری: Károly Makk؛ ۲۲ دسامبر ۱۹۲۵ – ۳۰ اوت ۲۰۱۷) کارگردان فیلم و فیلم‌نامه‌نویس اهل مجارستان بود.
از فیلم‌ها یا برنامه‌های تلویزیونی که وی در آن نقش داشته‌است، می‌توان به قمارباز اشاره کرد.
وی همچنین برندهٔ جوایزی همچون جایزه هیئت داوران جشنواره فیلم کن شده‌است.